# Felipe Pigna
Felipe Pigna   (Mercedes, 1959) és un divulgador, professor i escriptor argentí, especialitzat en la història del seu país.
Realitza treballs en diversos formats, i és considerat pel programa Ver para leer com el divulgador amb més difusió popular a l'Argentina de l'actualitat.
Pigna és director del Centre de Difusió de la Història Argentina de la Universitat Nacional del General San Martín (UNSAM), columnista de la ràdio Vorterix, director de la revista Caras y Caretas, i consultor per a Amèrica Llatina del canal de televisió History.

## Biografia

### Infància i estudis
Pigna va néixer a Mercedes (província de Buenos Aires) el 1959, on va viure fins als tres anys d'edat, quan la seva família es va mudar a Azul i posteriorment a Córdoba. El seu pare era gerent de l'organització Societat Argentina d'Autors i Compositors (SADAIC), per la qual cosa a casa era freqüent la presència d'importants músics nacionals. Felipe Pigna té tres germanes.
Es va graduar de professor d'Història a l'Institut Superior del Professorat Joaquín V. González.

### Carrera en els mitjans de comunicació
Va ser columnista de ràdio de Radio Mitre i Rock & Pop, treball pel qual va obtenir el premi Éter 2006 i 2007 al millor especialista temàtic. Va conduir en ràdio els programes Historia Confidencial per Radio Mitre i Lo pasado pensado a FM Rock & Pop, obtenint el premi Éter 2008 al millor programa cultural de la radiofonia argentina. A Radio Nacional Argentina condueix Historias de nuestra historia.
A la televisió ha conduït nombrosos programes en diversos canals de l'Argentina. A la Televisión Pública va conduir Encrucijadas (1998), Historia confidencial (2001-2003), Vida y vuelta (2005-2006), Lo pasado pensado (2007-2008), El espejo retrovisor (2009), ¿Qué fue de tu vida? (2010-2013), Si te he visto, no me acuerdo (2014-2015), Ver la historia (2015), Noticias de ayer (2017) i Archivo General de la emoción (2021).
A Canal Trece i Telefe va ser conductor, juntament amb Mario Pergolini, del cicle Algo habrán hecho por la historia argentina (2005-2008), que va obtenir diversos premis.
El 2010 va conduir junt amb Pedro Palou el programa Unidos por la Historia d'History Channel.
El 2019 conduïa per El Nueve el programa Instantes de vida junt amb Karina Mazzoco.
És director del Centre de Difusió de la Història Argentina de la Universitat Nacional del General San Martín. La seva pàgina web «elhistoriador.com.ar» es va convertir al portal d'història més consultat a Argentina. És columnista de l'edició dominical del diari Clarín de Buenos Aires.

## Filmografia
Televisió
- Encrucijadas (1998), ATC
- Historia confidencial (2001-2003), Canal 7
- Vida y vuelta (2005-2006), Canal 7
- Algo habrán hecho por la historia argentina (2005-2008), Canal Trece/Telefe
- Lo pasado pensado (2006-2007), Canal 7
- El espejo retrovisor (2009), TV Pública
- Unidos por la Historia (2010), History Channel
- ¿Qué fue de tu vida? (2010-2013), TV Pública Digital
- Si te he visto, no me acuerdo (2014-2015), TV Pública
- Ver la historia (2015), TV Pública/Canal Encuentro
- Noticias de ayer (2017), Televisión Pública Argentina
- Instantes de vida (2019-2020), El Nueve
- Archivo General de la emoción (2021-present), Televisión Pública

Ràdio
- Historia confidencial (Radio Mitre)
- Lo pasado pensado (Rock & Pop)
- Historias de nuestra historia (Radio Nacional Argentina)

## Estil i crítiques
Les obres de Felipe Pigna no estan dirigides al públic acadèmic, sinó a la massa popular. Per a això, utilitza l'argot, el llenguatge senzill i una mica d'humor i referències al lector. Intenta relacionar l'Argentina històrica amb l'Argentina moderna, establint paral·lelismes entre esdeveniments o circumstàncies passats i moderns. Considera que els esdeveniments no es repeteixen realment perquè les circumstàncies canvien, però és probable que les conseqüències siguin generalment les mateixes, com ara les bretxes de riquesa que porten a governs autoritaris. Les seves obres solen descriure la història com una disputa entre el poble i les classes poderoses, on aquestes darreres oprimien la població tant ara com aleshores, i tot i així la gent aconseguiria aconseguir algunes victòries, encara que de curta durada.
Els historiadors Tulio Halperín Dongui i Luis Alberto Romero van fer una forta crítica a l'estil de Pigna i es neguen a considerar la seva obra com a llibres d'història real, encara que Pigna sigui un historiador professional. Aquests historiadors sostenen que Pigna és un assidu concurrent als diferents mitjans de comunicació, on difon els seus arguments, caracteritzats pels seus crítics com a anacrònics, sense tenir en compte el context històric. Consideren que les seves obres no mostren cultura historiogràfica, cultura general o talent literari, i que les obres que s'hi citen estan mal citades o extretes de context.
Pigna fa servir com a pretext que les obres estrangeres accepten i reconeixen visions subjectives, i el seu objectiu era que la història de l'Argentina fos fàcil d'entendre per a tothom. A més, insisteix que un enfocament contrari al tema era elitista, revelant una manca total d'objectivitat en els seus escrits.

## Publicacions
- El mundo contemporáneo (1999).
- Historia. La Argentina contemporánea (2000).
- Pasado en Presente (2001).
- Historia confidencial (2003).
- Los mitos de la historia argentina, cinc volums (2004-2013).
- Lo pasado pensado (2006).
- Evita (2007).
- 1810 (2010).
- Libertadores de América (2010).
- La campaña del desierto (2010).
- Mujeres tenían que ser (2011).
- Evita, jirones de su vida (2012).
- Al Gran Pueblo Argentino, Salud (2014).
- La voz del gran jefe - José de San Martín  (2014).
- Manuel Belgrano. El hombre del Bicentenario (2016).
- Mariano Moreno: La vida por la patria (2017).
- Mujeres insolentes de la historia (2019).
- Gardel (2020).
- Calles (2022).
- Los granaderos de San Martin (2022).
- Los Güemes y la Guerra de los Infernales (2023).

Va ser guionista d'una sèrie de llibres d'historietes sobre temes històrics argentins, com a mitjà de difusió de la història per a nens i adolescents, inclosos temes com les Invasions angleses, la Revolució de Maig i les biografies de Domingo Faustino Sarmiento, Martín Miguel de Güemes, José de San Martín, Manuel Belgrano i Hipólito Bouchard.
Dirigeix la col·lecció Biblioteca Emecé Bicentenario, que rescata escrits històrics de personatges com Manuel Belgrano o Mariano Moreno, entre d'altres.

## Premis i distincions
| Programa / lloc web                                                                                          | Premi                                    | Categoria                                        | Any   |
| --- | ---------------------------------------- | ------------------------------------------------ | ----- |
| Algo habrán hecho por la historia argentina                                                                  | Premis Martín Fierro                     | Millor programa cultural                         | 2006. |
| Algo habrán hecho por la historia argentina                                                                  | Premis Clarín                            | Millor programa periodístic                      | 2006. |
| Algo habrán hecho por la historia argentina                                                                  | Premis Martín Fierro                     | Millor programa cultural                         | 2007. |
| Algo habrán hecho por la historia argentina                                                                  | Premi Clarín                             | Millor programa periodístic                      | 2009. |
| Cuál es? | Premis Éter                              | Millor especialista temàtic                      | 2006. |
| Cuál es? | Premis Éter                              | Millor especialista temàtic                      | 2007. |
| Cuál es? | Premis Éter                              | Millor especialista temàtic                      | 2008. |
| Lo pasado, pensado                                                                                           | Premi Éter                               | Millor porgrama cultural                         | 2008. |
| www.elhistoriador.com.ar                                                                                     | Premis Mate                              | Millor pàgina web d'Art i Cultura de l'Argentina | 2010. |
| Miranda, Belgrano, San Martín, Bolívar, O’Higgins. Vida y obra de los revolucionarios que pasaron por España | Premi Manuel Alvar d'Estudis Humanístics |                                                  | 2010. |
| Unidos por la Historia                                                                                       | Premi Martín Fierro de cable             | Millor programa cultural                         | 2011. |
| ¿Qué fue de tu vida?                                                                                         | Premi Martín Fierro                      | Millor programa cultural educatiu                | 2013. |
| Diploma al mèrit (periode 2007-2016)                                                                         | Premis Konex                             | Divulgació                                       | 2017. |